# José Herrada López
José Herrada López (Conca, 1 d'octubre de 1985) és un ciclista espanyol, professional des del 2006 fins al 2023. El seu germà Jesús també és ciclista.
En el seu palmarès destaca la victòria al Cinturó de l'Empordà del 2010, així com una victòria d'etapa a la Volta a Portugal. El 2015 va guanyar la Klasika Primavera.

## Palmarès
- 2007
  - Vencedor d'una etapa al Tour de l'Avenir
- 2010
  - 1r al Cinturó de l'Empordà i vencedor d'una etapa
  - Vencedor d'una etapa a la Volta a Portugal
- 2015
  - 1r a la Klasika Primavera

### Resultats al Giro d'Itàlia
- 2012. 44è de la classificació general
- 2013. 24è de la classificació general
- 2014. 23è de la classificació general
- 2016. 62è de la classificació general
- 2017. 61è de la classificació general

### Resultats a la Volta a Espanya
- 2013. 12è de la classificació general
- 2014. 32è de la classificació general
- 2016. 91è de la classificació general
- 2018. 57è de la classificació general
- 2019. 75è de la classificació general
- 2020. 26è de la classificació general
- 2021. 57è de la classificació general
- 2022. No surt (10a etapa)
- 2023. 132è de la classificació general

### Resultats al Tour de França
- 2015. 65è de la classificació general